# Opatje selo
Opatje selo este o localitate din comuna Miren - Kostanjevica, Slovenia, cu o populație de 377 de locuitori.